# Peperomia udimontana
Peperomia udimontana är en pepparväxtart som beskrevs av Trel. & Yunck.. Peperomia udimontana ingår i släktet peperomior, och familjen pepparväxter. Inga underarter finns listade i Catalogue of Life.